# Volvo B7TL
Volvo B7TL — двухэтажный автобус особо большой вместимости производства Volvo Bussar, предназначенный для эксплуатации в странах с левосторонним движением. Пришёл на смену двухосному автобусу Volvo Olympian, тогда как трёхосная версия этой модели была вытеснена с конвейера моделью Volvo Super Olympian. За основу было взято шасси B7L.

## Информация
Шасси B7TL было разработано консалтинговой компанией Leyland Product Developments, базирующейся в Техническом центре Leyland. Первоначально он был построен в Шотландском Ирвине. В 2000 году производство было постепенно перенесено в Швецию. В середине 2004 года было начато производство MkII версии B7TL.
Как и Olympian, B7TL имеет поперечно установленный задний двигатель и более короткую заднюю подвеску, но радиатор был установлен с правой стороны моторного отсека. Он оснащался двигателем Volvo D7C и коробкой передач ZF или Voith. Первоначально B7TL был доступен с кузовом Alexander ALX400 и Plaxton President, позже последовали кузова East Lancs Vyking и Myllennium Vyking, а также Wright Eclipse Gemini.
Volvo B7TL был очень популярен в Соединённом Королевстве, причём большинство было приобретено большинством основных автобусных предприятий, таких как FirstGroup и Arriva. Также Travel West Midlands приобрела более 320 B7TL с Plaxton President, Alexander ALX400 и Wright Eclipse Gemini. Translink из Северной Ирландии также приобрела более 150 B7TL.
Последний Volvo B7TL поступил на предприятие First Glasgow с кузовом Wright Eclipse Gemini в апреле 2007 года.